# Paul Werlhof

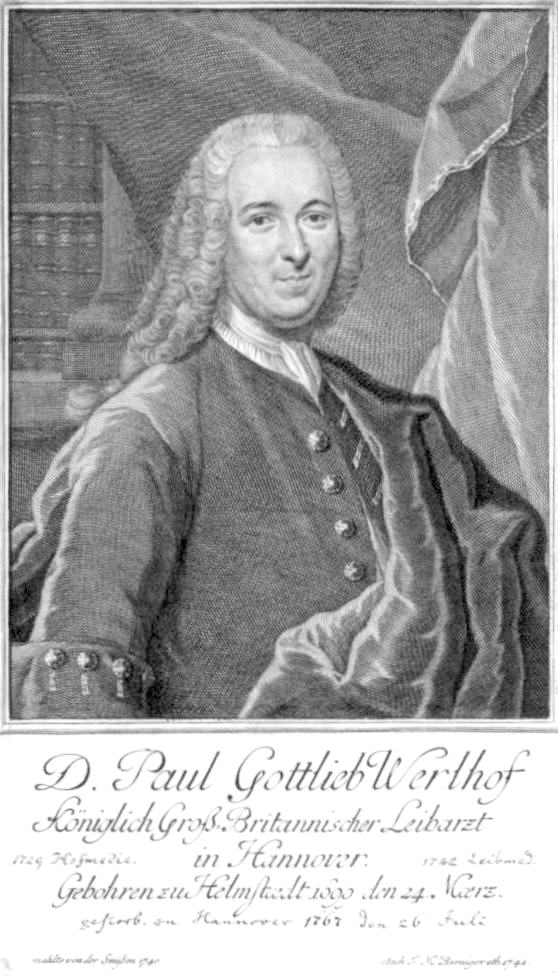
Werlhof

Paul Gottlieb Werlhof (Helmstedt, 24 maart 1699 - 26 juli 1767) was een Duitse arts. Hij is vooral gekend van de ziekte die hij beschreef in 1735 en zijn naam draagt, de ziekte van Werlhof.

## Biografie
Paul Werlhof studeerde geneeskunde aan de universiteit van Helmstedt. Na zijn opleiding werkte hij gedurende 4 jaar te Peine om in 1725 te verhuizen naar Hannover.
Werlhof schreef ook gedichten.